# El último Mesías
Den sidste Messias (en español: El último Mesías) es un ensayo breve de Peter Wessel Zapffe, publicado en 1933. Está dividido en cinco partes y posee tramos poéticos sobre todo al principio y al final.

## Introducción
En el principio del ensayo se describe a un hombre aquejado por una suerte de crisis de conciencia. Es un cazador que con su arco y flecha, "fruto nupcial entre espíritu y mano") dimite de su oficio. Ya no caza porque siente hermandad por todo lo vivo y, al no regresar con la presa, perece: este hombre se ha vuelto autodestructivo, y se ha autoexpulsado del Paraíso por esta actitud.

## Desarrollo
Este exordio poético da pie a Zapffe para hacer su diferencia entre hombre y bestia: el sufrimiento estaría autocontenido en esta y en el hombre "horadando agujeros hacia un miedo del mundo".
A Peter Wessel Zapffe le interesa la imagen de este cazador porque representa la noción del título de su ensayo: 

"El hombre observa la Tierra y esta respira como un gran pulmón. Cada vez que exhala vida encantadora, pulula de todos sus poros y emerge hacia el sol. Pero cuando inhala, un quejido de ruptura pasa a través de la multitud y los cadáveres azotan la Tierra como granizos".
Peter Wessel Zapffe, El último Mesías

El más profundo principio de orden de este hombre es la Justicia pero esta es burlada por el presente, el estado de cosas. La piedad sería la puerta de este anhelo. 
La muerte misma no es sino una cortina para él, no hay en ella ningún santuario, ninguna posibilidad. Por saber esto él sería "el desamparado cautivo del Universo, mantenido para caer en posibilidades sin nombre".
La explicación de que no perezca la especie está estrechamente relacionada con los célebres "Remedios contra el pánico" de Zapffe: la mayoría aprende a limitar su contenido de conciencia. Zapffe compara la inadecuación con la vida de ejemplares de este hombre como el cazador del exordio con fósiles de ciervos que poseían cornamentas excesivamente pesadas.
En comparación con los ciervos de excesiva cornamenta, la mayoría de los hombres pierden su exceso, exceso que es definido por Zapffe como "el meollo de su particularidad" en pos de perduración individual: lo que llama "continuación sin esperanza, sin afirmación, sino avanzando en la perenne recreación de sus ruinas". Este estado sería autodestructivo contra la voluntad de la sangre (perdurar) que sí sería sagrada, a diferencia de la muerte. Otra forma en que define a esta mayoría, es con un término claramente freudiano: una represión de su perjudicial exceso de conciencia.
Habría una coincidencia entre las aspiraciones personales y lo saludable o viable socialmente. Zapffe ve que toda forma de vida está enmarañada en mecanismos represivos, a los que condensa en cuatro grandes grupos a saber: aislamiento, anclaje, distracción y sublimación.

## Remedios contra el pánico
Aislamiento. Expulsión de todo pensamiento preocupante o destructivo. Un ejemplo: la mayoría de los médicos que solo ven el aspecto técnico de su profesión. En la vida no profesional o vida cotidiana se expresaría como un código o pacto de silencio mutuo sobre todo aquello que comprende, en sentido amplio, lo escatológico. También los mecanismos de tacto, o de formalidad social.
Anclaje. Representado por puntos fijos como los padres, el hogar, la calle, los cuales dan un sentido de seguridad al niño. Caídos estos puntos sobreviene un mecanismo sustitutivo del anclaje: profesión, formar una familia, etc. Aquí Zapffe utiliza el concepto de "transición" hacia nuevos anclajes. 
La idolatría sería una derivación del sacrificio de un individuo por alguno de estos anclajes: familia, oficios, grupos sociales. 
Zapffe, inspirándose en Henrik Ibsen, redefine los anclajes como "mentiras vivientes" donde el anclaje es para el individuo –a diferencia de lo que sucede con la sociedad– improductivo en un sentido práctico-económico. Un ejemplo de cómo actúa este anclaje estaría representado por los ateos cuando apoyan la educación religiosa de sus hijos porque no conocen otra manera de conducirlos.
El deseo de los bienes materiales no se debe tanto al placer que proporcionan, ya que este es finito, sino a la riqueza de oportunidades que representan para facilitar el anclaje. Existen jugarretas con los valores de anclaje traducidos en bromas, jergas, alcohol, etc. Asimismo en tales juegos se puede rasgar un agujero de lo eufórico a lo macabro. 
La misma autodenominación de personas liberadas consistiría en aquellas personas a quienes solo le quedan aquellos anclajes que le son inconscientes.
Distracción. La restricción de la atención a un mínimo crítico. La distracción es característica de la vida de alta sociedad. También, para Zapffe, estaría más presente en las mujeres: ellas emplearían más la distracción por ser menos propensas a ejercicios intelectuales. En la pérdida extrema de los anclajes, el intento de salvar al suicida constituye, en la modernidad, una incomprensión de la esencia existencial. En el núcleo de las tareas intelectuales hay una insatisfacción esencial, a diferencia de la vida mundana. La búsqueda de conocimiento es una tendencia trascendental: en el conocimiento el anhelo de saber no es la meta. El anhelo humano más que un "esfuerzo hacia" sería un "escape de" en un sentido religioso. Para Zapffe el anhelo de saber se entiende mejor religiosamente porque se siente y experimenta como fundamental.
Sublimación. Es más una transformación que una represión. 
Proceso por el cual el mal es amarrado y confrontado a sus límites. Sería el menos común entre los cuatro medios protectores.

## El último Mesías
El último mecanismo defensivo humano se relaciona a la noción de tragedia de Zapffe. La misma se supera a partir de un punto de vista estético (externo al suceso). Zapffe reconoce que la escritura de este ensayo es, asimismo, un intento de sublimación. 
Zapffe distingue gente o naturalezas naturales de gente o naturalezas artificiales, entre las que se incluye. Las primeras estarían más cerca del ideal biológico y las segundas, las artificiales, más cercanas al proceso de sublimación.  
Para Zapffe tanto el comunismo como el psicoanálisis tienen en común una "reflexión espiritual" pero como los mecanismos defensivos referidos, perseguirían, en último término, que los humanos "encajen biológicamente" aprisionando su "sobrante de crítico de entendimiento". 
Las conclusiones de Zapffe sugieren que la humanidad padece un espejismo de creer estar "destinada al triunfo". Esta idea resume la noción del título del ensayo. Por esta actitud referida la humanidad persiste en un recurrente "sueño de un nuevo Mesías". 
El último Mesías sería como aquel de la introducción del ensayo, el "descendiente de aquel arquero primitivo junto al venero": uno que no se satisface en ninguno de los cuatro mecanismos protectores referidos, y "cuyo dolor es el dolor colectivo de la Tierra".